# Baia Rejd Pallada
La baia Rejd Pallada (in russo бухта Рейд Паллада?) è un'insenatura situata nella parte nord-occidentale del golfo di Possiet, sulla costa occidentale del golfo di Pietro il Grande, in Russia. Si affaccia sul mar del Giappone e appartiene al Territorio del Litorale (Circondario federale dell'Estremo Oriente).

## Geografia
La baia Rejd Pallada ha una superficie di 68,7 km² e uno sviluppo costiero di 38 km. La profondità massima è di 23 m. È delimitata da capo Šeljagina (мыс Шелягина) a sud-ovest, e capo Degera (мыс Дегера), la punta sud-est della penisola di Krabbe (полуостров Краббе), a nord-est. È separata dalla baia Ėkspedicii, a ovest, da una striscia di terra sabbiosa lunga e stretta chiamata Nazimova (коса Назимова) o anche Čurchado (коса Чурхадо), meta estiva e balneare. La lingua di terra è lunga 5 km e larga 100 m. La penisola Krabbe separa a nord la baia Rejd Pallada dalla baia Novgorodskaja (бухта Новгородская).
Tra capo Nazimova e capo Astaf'eva (l'estremo punto occidentale della penisola di Krabbe) si trova la piccola isola di Čerkavskij (остров Черкавского; 42°37′59″N 130°48′11″E).

## Storia
La baia è stata scoperta nel 1854 dalla spedizione del vice-ammiraglio Evfimij Vasil'evič Putjatin a bordo della fregata Pallada (in italiano Pallade) e ha preso il nome della nave.